# Protestantse Kerk (Oudenhoorn)

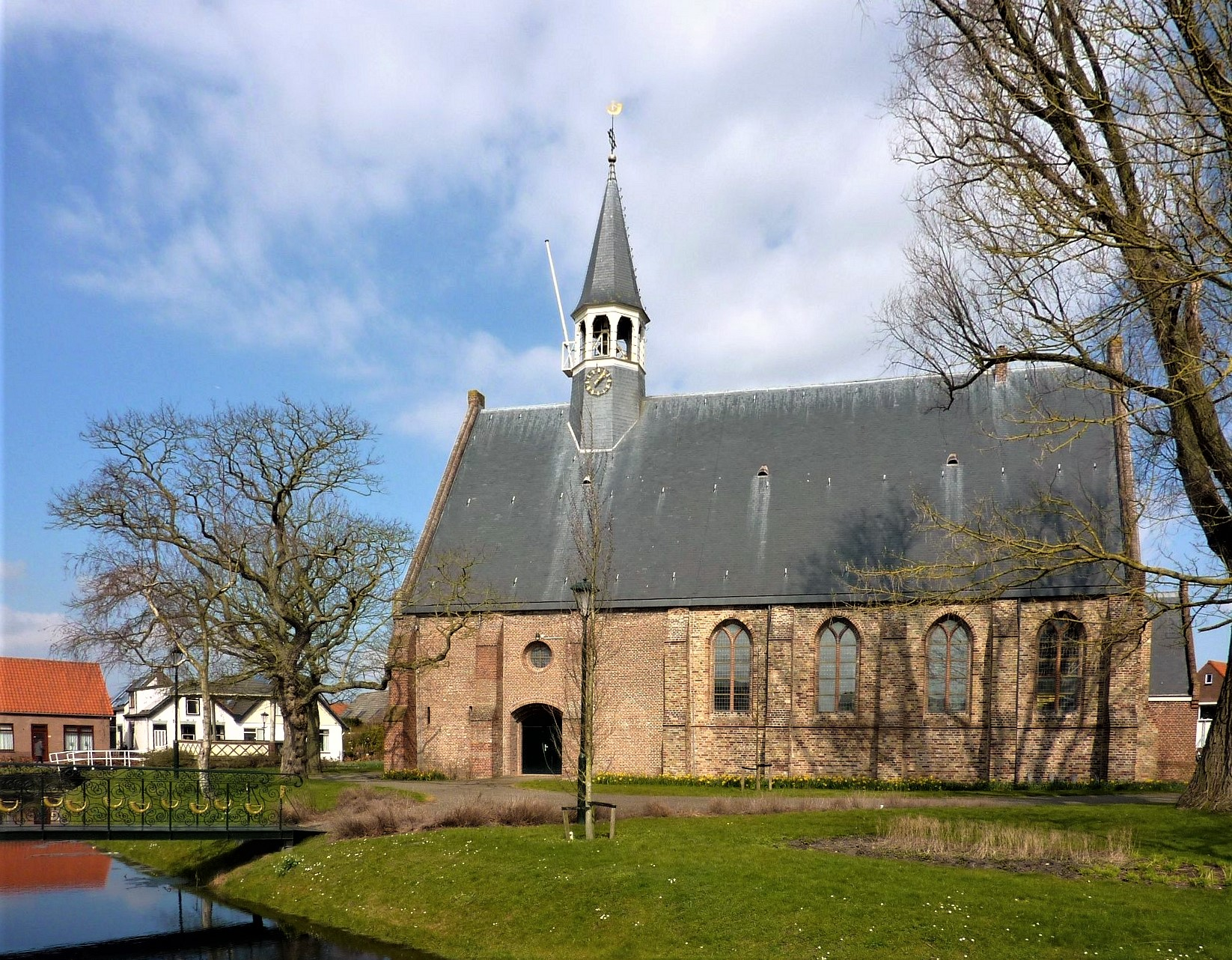
Die Kirche von Oudenhoorn

Die Protestantse Kerk ist ein Kirchengebäude der Protestantischen Kirche in den Niederlanden in Oudenhoorn, einem Ortsteil der Gemeinde Voorne aan Zee (Provinz Südholland). Die Kirche ist als Rijksmonumente eingestuft und steht frei als einziges Bauwerk in der Mitte einer runden Gracht, der Kerkgracht.

## Geschichte
Das Kirchringdorf wurde kurz nach dem Eindeichen des Polders Oudenhoorn im Jahr 1356 gegründet. Eine Kirche bestand dort bereits vor 1403. Das heutige Kirchengebäude geht im Kern auf ein gotisches Bauwerk aus dem 15. Jahrhundert zurück und war bis zur Einführung der Reformation zu Ehren Unserer Lieben Frau geweiht. Die Westfassade stammt aus dem Jahr 1669. Ihre heutige Baugestalt erhielt die Kirche nach einem Brand 1915, als sie 1920/21 unter der Leitung von H Moulijn und H. van der Kloot Meijburg wiederhergestellt wurde. Dabei wurde der Turm nicht rekonstruiert, in dem sich eine 1431 gegossene Glocke befunden hatte. Die Baunaht zu den erhaltenen spätgotischen Teilen ist deutlich erkennbar. Während der Flutkatastrophe von 1953 wurden das gesamte Dorf und auch die Kirche schwer in Mitleidenschaft gezogen.